# Les Séquestrés d'Altona (film)
Cet article concerne le film de Vittorio De Sica. Pour la pièce de Jean-Paul Sartre, voir Les Séquestrés d'Altona.
Pour plus de détails, voir Fiche technique et Distribution.
Les Séquestrés d'Altona (I sequestrati di Altona) est un film italien adapté de la pièce de théâtre éponyme de Jean-Paul Sartre, réalisé par Vittorio De Sica, et sorti en 1962.
Vittorio de Sica a obtenu le prix David di Donatello du meilleur réalisateur 1963 pour ce film.

## Synopsis
L'industriel Albrecht von Gerlach découvre qu'il est près de mourir et fait venir à lui son fils avocat Werner qu'il souhaite nommer comme son successeur. Sa femme Johanna, actrice engagée dans une œuvre de Brecht contre le nazisme découvre les secrets de famille : le fils aîné Frantz, criminel de guerre tenu pour mort, se cache en fait depuis seize ans dans le grenier. Il est servi par sa sœur qui lui décrit une Allemagne défaite et humiliée encore sous le joug des envahisseurs.
Johanna réussit à faire sortir Frantz de son isolement, mais il décide d'accomplir son destin tragique.

## Fiche technique
- Réalisation : Vittorio De Sica
- Scénario : Abby Mann, Jean-Paul Sartre, Cesare Zavattini
- Producteur : Carlo Ponti
- Musique : Nino Rota
- Directeur de la photographie : Roberto Gerardi
- Montage : Manuel del Campo, Adriana Novelli
- Ingénieur du son : Ennio Sensi
- Durée : 114 minutes
- Couleurs : Noir et Blanc
- Format : 2,35
- Son : Mono
- Dates de sortie : 
  - Italie : 30 octobre 1962
  - France : 6 novembre 1963
- Affiches : Raymond Elseviers (Belgique), Vanni Tealdi (France)

## Distribution
- Sophia Loren : Johanna von Gerlach
- Maximilian Schell : Frantz von Gerlach
- Fredric March : Albrecht von Gerlach
- Robert Wagner : Werner von Gerlach
- Françoise Prévost : Leni von Gerlach
- Alfredo Franchi
- Lucia Pelella
- Roberto Massa : Chauffeur
- Antonia Cianci : Femme de ménage
- Carlo Antonini : Officier de Police
- Armando Sifo : Policier
- Aldo Peccioli : Cook
- Ekkehard Schall
- Gabriele Tinti
- Michela Ricciardi
- Dino De Luca
- Rolf Tasna
- Tonino Cianci
- Piero Leri